# N،N-دی‌متیل‌آمینومتیل‌فروسن
N,N-دی‌متیل‌آمینومتیل‌فروسن مشتق دی‌متیل‌آمینومتیلِ فروسن، با فرمول شیمیایی (C5H5)Fe(C5H4CH2N(CH3)2 است. این ماده به شکل شربت نارنجی تیره و پایدار در هوا است که در حلال‌های آلی متداول محلول است. این ترکیب از واکنش فروسن با فرمالدهید و دی‌متیل‌آمین تهیه می‌شود:
(C5H5)2Fe + CH2O + HN(CH3)2 → (C5H5)Fe(C5H4CH2N(CH3)2 + H2O